# 肯尼亚航空
肯尼亚航空（英語：Kenya Airways）是肯尼亚的一家航空公司。为该国的国家航空公司和最大的航空公司，也是非洲第四大航空公司以及少數全年獲利的航空公司，成立于1977年2月4日，总部位于首都内罗毕，基地为乔莫·肯雅塔国际机场。公司經營多條定期客、貨運航班，也有密集的國內航線及非洲境內航線網絡，公司也同步發展客、貨運包機及常態包機的業務。除了自己飛行外，也和部分外籍航空有代碼共享的服務，也利用天合聯盟擴張自己在非洲內部的勢力與規模。並同時受到天合聯盟的委託，輔導和協助同樣位於非洲，且積極爭取加入天合聯盟的阿爾及利亞航空加入天合聯盟。

## 历史
肯尼亚航空成立于东非共同体解体、东非航空停业之后的1977年2月，1996年前由肯尼亚政府全資所擁有。
1986年，肯尼亚政府出版《一号会议文件》（Sessional Paper Number 1），指出国家经济发展的需要，强调航空公司私有化的观点，由此开始了对航空公司进行私有化的第一步尝试。1991年政府任命菲利普·恩德戈瓦（Philip Ndegwa）为董事会主席，下令对公司私有化。1992年出版《公共企业改革》文件出版，优先将肯尼亚航空公司私有化。
1993-1994财年，公司实现首次盈利，同时，国际金融公司于1994年获准为私有化提供帮助。1995年，肯航重组债务，与荷兰皇家航空签署协议，由荷兰皇家航空收购其26%股份，成为最大的单一股东。1996年，股票公开发行，在内罗毕证券交易所上市；2004年10月在达累斯萨拉姆证券交易所上市。

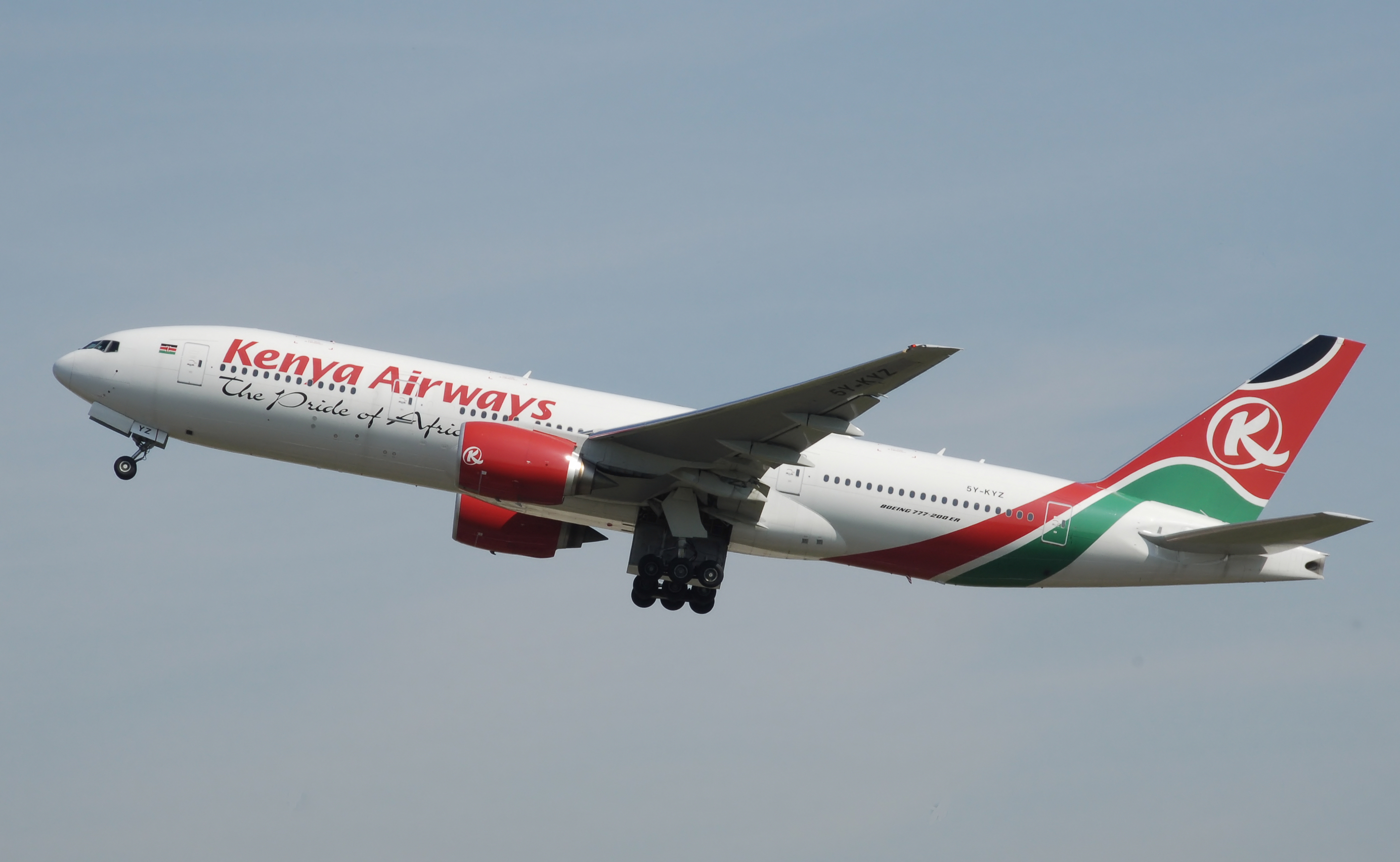
波音777正在起飞

2004年4月，货运公司分设商标；同年7月并入国内航线分部“弗拉明戈航空公司”（Flamingo Airlines）。2005年，公司更换标准涂装，原四条横贯机身的彩条更换为公司口号“the Pride of Africa”，“KA”尾标改为字母Q中包含着一个K，而KQ即公司代码。
截止于2005年3月31日的年度决算中，税后收入比2003-2004年度翻了两番，达Kshs 38.82亿肯亞先令（约5400万美元），运送旅客逾200万人。2005-2006年度收入达48.3亿先令。
2006年3月，公司获得2005年“非洲年度航空公司”，是七年来第五次获此殊荣。
2006年（2006年4月-2007年3月）发送旅客人数创下新高，达260万人。
2007年9月4日，肯尼亚航空公司正式加入天合聯盟，成為非洲第二家加入航空聯盟的航空公司。

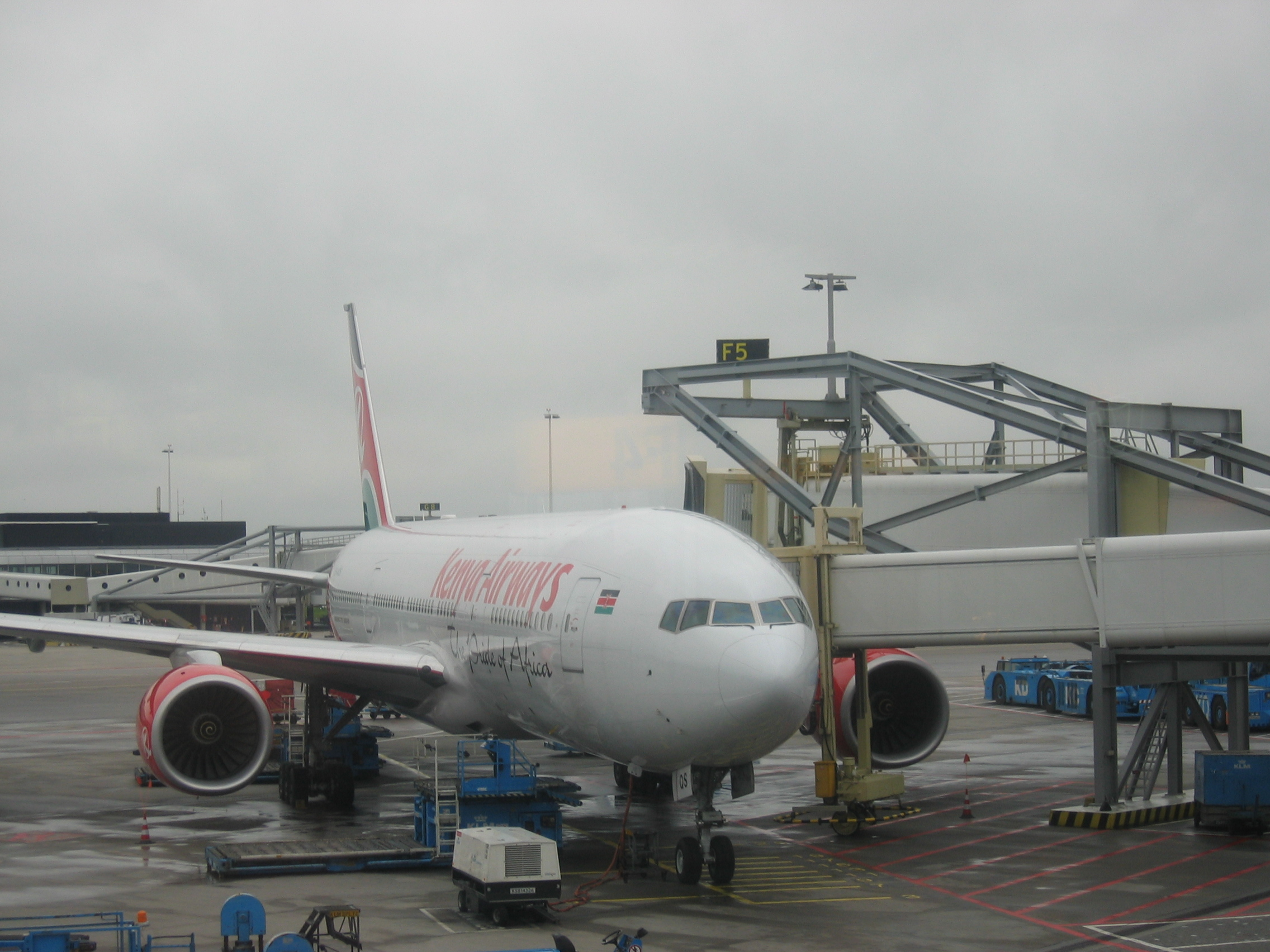
肯航的一架波音777-200ER在史基浦机场

公司目前的控股情况：肯尼亚民众私人股份（30.94%）、荷兰皇家航空（26%）、肯尼亚政府（23%）、肯尼亚公共投资人（14.2%）、外国公共投资人（4.47%）、外国民众私人股份（1.39%）。2007年3月时有2408名雇员。另外还持有坦桑尼亚精密航空公司49%的股份。

2005年前的涂装，波音767

## 目的地
肯尼亚航空公司与荷兰皇家航空和法航实行代码共享，乘客可飞往格拉斯哥、雅典、苏黎世、伯明翰、曼彻斯特、马德里、柏林、法兰克福、巴塞罗那、罗马、哥本哈根、斯德哥尔摩等欧洲城市，同时公司自营的飞往罗马、哥本哈根、斯德哥尔摩航班停航。东亚、东南亚方面，有飞往广州、曼谷、河內的航班。肯尼亚航空公司同时与中国东方航空、中国南方航空、越南航空和大韩航空等航空公司代码共享，经营飞往广州的航线，並計畫開闢浦东航线、胡志明市與首尔等地的航线。

### 天合聯盟
荷蘭皇家航空在2005年中確定提名肯亞航空加入天合聯盟，並成為該聯盟候選成員。2007年9月，肯亞航空成為首批天合聯盟官方合作航空公司之一並於2010年6月正式加入天合聯盟。令肯亞航空進一步走向國際

### 代碼共享
肯亞航空與以下航空公司簽訂代碼共享協議:
- 俄羅斯航空
- 南方航空[22]
- 布基納航空
- 法國航空
- 印度航空[23]
- 毛里裘斯航空
- 英國航空[24]
- 中國東方航空[25]
- 中國南方航空
- 剛果航空[26]
- 達美航空[27]
- 埃及航空[28]
- 阿提哈德航空[29][30]
- 嘉魯達印尼航空
- ITA航空[31]
- 荷蘭皇家航空
- 大韓航空[32]
- LAM莫桑比克航空
- 精密航空
- 卡塔爾航空
- 摩洛哥皇家航空
- 沙特阿拉伯航空
- 南非航空[33]
- TAAG安哥拉航空
- 越南航空[34]
- 維珍航空[35]

## 机队

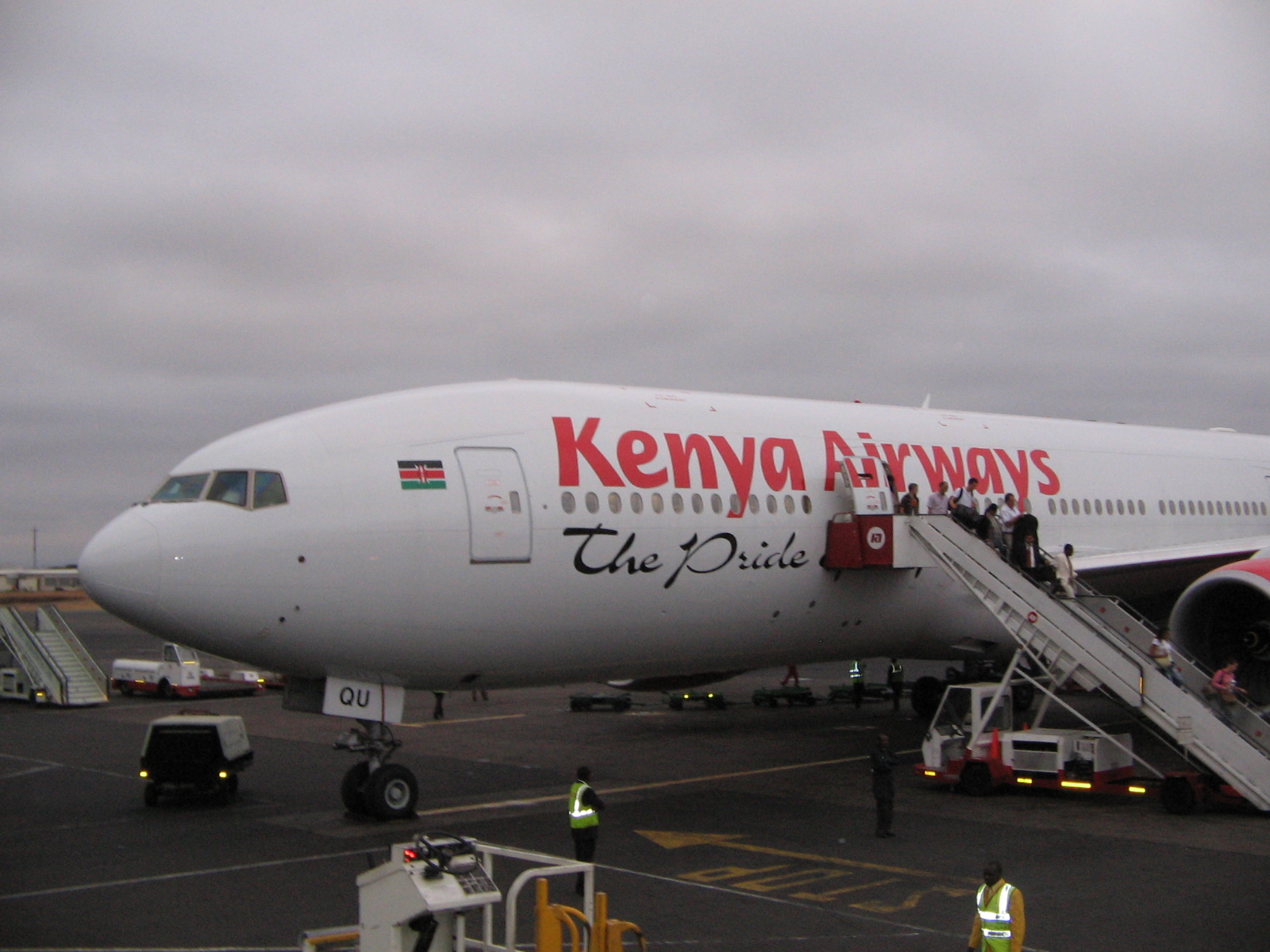
肯尼亚航空公司的一架波音777-200ER在肯尼亚乔莫·肯雅塔国际机场（2006年）

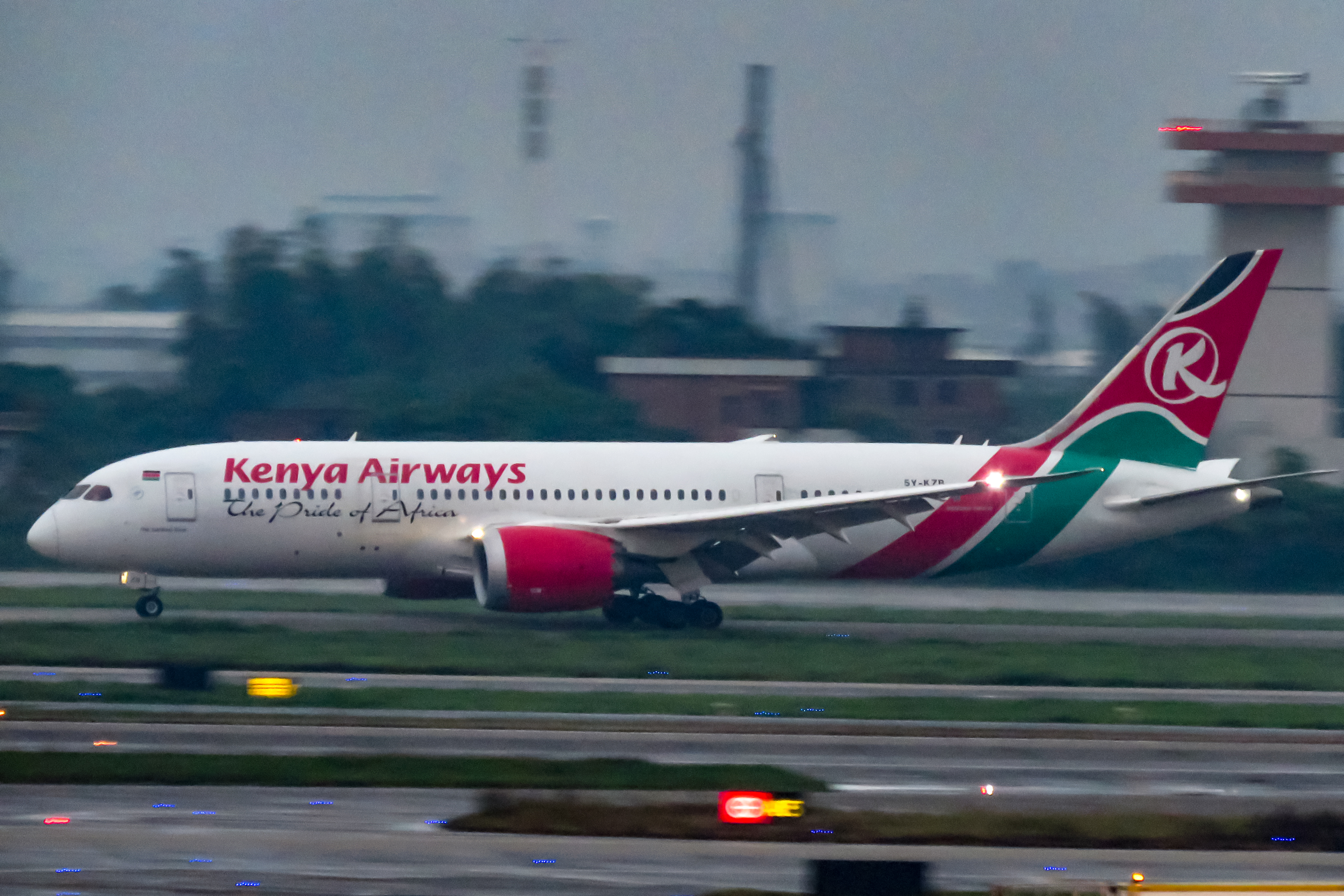
肯尼亚航空公司的一架波音787-8在廣州白雲国际机场

截至2017年10月，肯尼亚航空公司机隊如下 平均机龄5年：

## 服务

### 娱乐项目
波音787-8
波音787上的商务舱有影音点播系统，包含10至15部影视节目。经济舱有视频点播系统，与头等舱基本相同，商务舱可在任何时间选择任意节目。两种舱均有12个覆盖航班全程的音频频道。
波音737-800
波音737-800机型在所有等级客舱中均有头顶屏幕和覆盖航班全程的8个音频频道。
波音737-700
波音737-700机型在所有等级客舱中均有头顶屏幕和覆盖航班全程的8个音频频道。

## 事故
- 2007年5月5日，肯亞航空507號班機，一架波音737-800由阿布贾经停喀麥隆杜阿拉飛往肯亞奈洛比，墜毀于杜阿拉国际机场东南5.4公里处，機上来自26个国家的105名乘客以及9名機員不幸全數罹難。[38]坠机地点地形复杂、天气恶劣，给救援工作带来极大困难。

## 外部連結
- 肯尼亚航空 （页面存档备份，存于） （英文）（简体中文）
- aviation-safety.net – 事故 （页面存档备份，存于）